# Écluse de la Domergue
L'écluse de la Domergue est une écluse à chambre unique sur le canal du Midi. Construite vers 1674, elle se trouve à 59,7 km de Toulouse à 175 m d'altitude. Les écluses adjacentes sont l'écluse de la Planque à l'est et l'écluse du Roc, à l'ouest.
Elle est située sur la commune de Mas-Saintes-Puelles dans le département de l'Aude en région Occitanie.